# Joachim Kaiser (Kapitän)
Joachim Kaiser (* 1947 in Hamburg) ist ein deutscher Kapitän.

## Leben
Nach dem Abitur durchlief er 1968/69 ein einjähriges Maschinenbaupraktikum bei Heidenreich & Harbeck in Hamburg. Anschließend war er zwei Jahre Redakteur, dann freier Mitarbeiter bei der Seglerzeitschrift Yacht. 1974 erwarb er das Sporthochseeschifferzeugnis. 1986–1988 besuchte er die Navigationsschule (Hamburg) und die Staatliche Seefahrtschule Cuxhaven. Mit zwei Befähigungszeugnissen fuhr er 1988/89 als Steuermann auf Küstenmotorschiffen. Als „Koordinator für Schiffbauprojekte“ (1991–2001) initiierte und begleitete er Schiffsrestaurierungen im Rahmen Hamburger Arbeitsbeschaffungsmaßnahmen. 1999 wurde ihm das Kapitänspatent auf großer Fahrt erteilt. 2001–2014 war er hauptamtlich tätig bei der Stiftung Hamburg Maritim (50er Schuppen, historische Schiffe). Den Ewern und der Gaffeltakelung zugetan, betrieb er den Aufbau von Fördervereinen. Er steht hinter dem Museumshafen Oevelgönne und der Stiftung Hamburg Maritim.
Jahrelang fuhr er beruflich zur See, anfangs als Decksmann und Steuermann auf Küstenmotorschiffen, später als Kapitän auf alten Segelschiffen und Dampfschiffen. Auf diese praktischen Erfahrungen stützte er sich in schiffbaulichen Bauaufsichten und Beratungen. 2001 besichtigte er im New Yorker Hafen die Peking. 1932 außer Dienst gestellt und völlig heruntergekommen, war die Viermastbark nicht mehr schwimmfähig. Trotzdem betrieb Kaiser fortan ihre Rückholung nach Hamburg. Sie gelang erst 2016. Über drei Jahre leitete er auf der Peters Werft in Wewelsfleth die historische Restaurierung der Peking.

## Veröffentlichungen
- Segler in der Zeitenwende. Norderstedt 1977.
- mit Andreas Laursen: Segelschiffe der Ostsee (Federzeichnungen). Heinemann, Norderstedt 1978.
- Segler im Gezeitenstrom, 2. Auflage. Norderstedt 1979.
- mit Walter Kresse: Museumshafen Oevelgönne. Museum für Hamburgische Geschichte, Hamburg 1979.
- Deutsche Segelschiffe – Register über den Restbestand 1980–1986. Glückstadt 1986.[3]
- Staatsdampfer Schaarhörn – von Majestäten und Gezeiten. Kabel, Hamburg 1998.

## Restaurierung und Unterschutzstellung von Schiffen
- Undine, Rückbau vom Kümo zum Frachtschoner
- Schaarhörn, Peil- und Bereisungsschiff
- Landrath Küster, Finkenwerder Hochseekutter
- Rigmor von Glückstadt, Zollkreuzer
- Gloria, Ewer[4]
- No. 5 Elbe, Lotsenschoner
- Bleichen, Stückgutfrachter

## Ehrungen
Die Stiftung Hamburg Maritim berief Kaiser 2001 als ehrenamtliches Vorstandsmitglied. Für den Senat der Freien und Hansestadt Hamburg verlieh ihm Barbara Kisseler 2014 die Biermann-Ratjen-Medaille. 2025 wurde ihm das Bundesverdienstkreuz am Bande verliehen.